# Rim Song Sim
Rim Song Sim (6 agosto 1995) è una judoka nordcoreana.

## Palmarès
- Giochi asiatici

Giacarta 2018: bronzo nei -52kg.
- Campionati asiatici

Kuwait 2013: bronzo nei -52kg.
- Campionati asiatico-pacifici

Fujairah 2019: bronzo nei -52kg.

### Vittorie nel circuito IJF
| Data           | Località | Paese | Categoria |
| -------------- | -------- | ----- | --------- |
| 30 giugno 2017 | Hohhot   | Cina  | Gran Prix |